# Serie Nacional de Béisbol
La Serie Nacional de Béisbol (Série nationale de baseball en français) est une compétition rassemblant depuis 1961 l'élite des clubs de baseball de Cuba. Elle a été formée à la suite de la révolution cubaine et avec l'abandon du statut professionnel pour remplacer la Ligue cubaine, l'une des plus anciennes ligues de baseball professionnel au monde, créée en 1878.
La Série nationale regroupe 16 clubs, un pour chaque province de Cuba et deux pour la capitale, La Havane. Ils sont répartis en deux ligues (Est et Ouest), elles-mêmes divisées en deux groupes de quatre équipes chacun : les groupes A et B pour l'Ouest et les groupes C et D pour l'Est. Une saison régulière de 90 matchs par club est disputée de novembre à février. Les champions de la saison 2012-2013 sont les Naranjas de Villa Clara.

## Championnat de Cuba 2010-2011
- Zone Ouest

| Equipe                            | Stade                       | Capacité | Vile            |
| --------------------------------- | --------------------------- | -------- | --------------- |
| Pineros de la Isla de la Juventud | Estadio Cristóbal Labra     | 5 000    | Nueva Gerona    |
| Cocodrilos de Matanzas            | Estadio Victoria de Girón   | 22 000   | Matanzas        |
| Metropolitanos Guerreros          | Estadio Latinoamericano     | 55 000   | La Havane       |
| Vegueros de Pinar del Río         | Estadio Capitán San Luis    | 8 000    | Pinar del Río   |
| Elefantes de Cienfuegos           | Estadio Cinco de Septiembre | 30 000   | Cienfuegos      |
| Vaqueros de La Havane             | Estadio Nelson Fernández    | 8 000    | La Havane       |
| Leones de Industriales            | Estadio Latinoamericano     | 55 000   | La Havane       |
| Gallos de Sancti Spíritus         | Estadio José Antonio Huelga | 13 000   | Sancti Spíritus |

- Zone Est

| Equipe                      | Stade                          | Capacité | Ville            |
| --------------------------- | ------------------------------ | -------- | ---------------- |
| Tinajones de Camagüey       | Estadio Cándido González       | 15 000   | Camagüey         |
| Tigres de Ciego de Ávila    | Estadio José Ramón Cepero      | 13 000   | Ciego de Ávila   |
| Lenadores de Las Tunas      | Estadio Julio Antonio Mella    | 13 000   | Las Tunas        |
| Naranjas de Villa Clara     | Estadio Augusto César Sandino  | 18 000   | Santa Clara      |
| Alazanes de Granma          | Estadio Mártires de Barbados   | 10 000   | Bayamo           |
| Indios de Guantánamo        | Estadio Nguyen Van Troi        | 14 000   | Guantánamo       |
| Sabuesos de Holguín         | Calixto García Íñiguez Stadium | 30 000   | Holguín          |
| Avispas de Santiago de Cuba | Estadio Guillermón Moncada     | 25 000   | Santiago de Cuba |

## Palmarès

### Cuban League (Professionnel, 1878-1961)
| - 1878-79 Habana - 1879-80 Habana - 1882-83 Habana - 1885 Habana - 1885-86 Habana - 1886-87 Habana - 1887-88 Fé - 1888-89 Habana - 1889-90 Habana - 1890-91 Fé - 1891-92 Habana - 1892-93 Matanzas - 1893-94 Almendares - 1898-99 Habana - 1900 San Francisco - 1901 Habana - 1902 Habana - 1903 Habana - 1904 Habana - 1905 Almendares - 1906 Fé - 1907 Almendares - 1908 Almendares - 1908-09 Habana - 1910 Almendares |  | - 1910-11 Almendares - 1912 Habana - 1913 Fé - 1913-14 Almendares - 1914-15 Habana - 1915-16 Almendares - 1917 Orientales - 1918-19 Habana - 1919-20 Almendares - 1920-21 Habana - 1921 Habana - 1922-23 Marianao - 1923-24 Santa Clara - 1924-25 Almendares - 1925-26 Almendares - 1926-27 Habana - 1927-28 Habana - 1928-29 Habana - 1929-30 Cienfuegos - 1931-32 Almendares - 1932-33 Almendares et Habana - 1934-35 Almendares - 1935-36 Santa Clara - 1936-37 Marianao - 1937-38 Santa Clara |  | - 1938-39 Santa Clara - 1939-40 Almendares - 1940-41 Habana - 1941-42 Almendares - 1942-43 Almendares - 1943-44 Habana - 1944-45 Almendares - 1945-46 Cienfuegos - 1946-47 Almendares - 1947-48 Habana - 1948-49 Almendares - 1949-50 Almendares - 1950-51 Habana - 1951-52 Habana - 1952-53 Habana - 1953-54 Almendares - 1954-55 Almendares - 1955-56 Cienfuegos - 1956-57 Marianao - 1957-58 Marianao - 1958-59 Almendares - 1959-60 Cienfuegos - 1960-61 Cienfuegos |

### Championnat de Cuba (Amateur; 1914-1960)
| - 1914 Vedado Tennis Club - 1915 Vedado Tennis Club - 1916 Vedado Tennis Club - 1917 Atletico de Cuba - 1918 Bellamar - 1919 Atletico de Cuba - 1920 Cienfuegos - 1921 Fortuna - 1922 Fortuna - 1923 Universidad - 1924 Policia - 1925 Vedado Tennis Club - 1926 Vedado Tennis Club - 1927 Vedado Tennis Club - 1928 Vedado Tennis Club - 1929 Universidad |  | - 1930 Telefonicos - 1931 Telefonicos - 1932 Hershey - 1933 Regla - 1934 Hershey - 1935 Hershey - 1936 Fortuna - 1937 Fortuna - 1938 Hershey - 1939 Hershey - 1940 Hershey - 1941 Cienfuegos - 1942 Circulo Militar - 1943 Deportivo Matanzas - 1944 Circulo de Artesanos - 1945 Deportivo Matanzas |  | - 1946 Universidad - 1947 Deportivo Rosario - 1948 Hershey - 1949 Universidad - 1950 Telefonicos - 1951 Telefonicos - 1952 Cubanaleco - 1953 Cubanaleco - 1954 Cubanaleco - 1955 Liceo de Regla - 1956 Santiago de las Vegas - 1957 Artemesia - 1958 Regla Beisbol Club - 1959 Artemesia - 1960 Telefonicos |

### Serie Nacional de Béisbol (Amateur; depuis 1961)
À la suite de la dissolution du championnat professionnel en février 1961, une compétition amateur mettant aux prises quatre équipes se tient entre le 14 janvier et mars 1962. Chaque formation dispute 27 matchs lors de cette première sacrant Occidentales. La compétition passe à six équipes en 1965-1966, puis douze en 1967-1968, quartorze en 1972-1973 et dix-huit en 1977-1978. À partir de 1985-1986, les dix-huit équipes sont réparties en deux poules : est et ouest. Des séries éliminatoires se tiennent désormais à l'issue de la saison régulière sous forme de poules finales (1985-86 à 1988-1989) ou en élimination directe (depuis 1989-1990). À partir de 1993-1994, les équipes sont réparties en quatre poules de quatre équipes. En séries éliminatoires, les quarts de finale sont introduits en 1998-1999.
| Serie   | Saison    | Equipes | Champion              | Manager                | Bilan           | Séries éliminatoires | Vice-champion    |
| ------- | --------- | ------- | --------------------- | ---------------------- | --------------- | -------------------- | ---------------- |
| I       | 1962      | 4       | Occidentales          | Fermín Guerra          | 18 - 9 (0,667)  | barrages 2 - 1       | Azucareros       |
| II      | 1962-1963 | 4       | Industriales          | Ramón Carneado         | 16 - 14 (0,533) | barrages 2 - 1       | Orientales       |
| III     | 1963-1964 | 4       | Industriales          | Ramón Carneado         | 22 - 13 (0,629) | -                    | Occidentales     |
| IV      | 1964-1965 | 4       | Industriales          | Ramón Carneado         | 25 - 14 (0,641) | -                    | Occidentales     |
| V       | 1965-1966 | 6       | Industriales          | Ramón Carneado         | 40 - 25 (0,615) | -                    | Orientales       |
| VI      | 1966-1967 | 6       | Orientales            | Roberto Ledo           | 36 - 29 (0,554) | -                    | Industriales     |
| VII     | 1967-1968 | 12      | Habana                | Juan Gómez             | 74 - 25 (0,748) | -                    | Industriales     |
| VIII    | 1968-1969 | 12      | Azucareros            | Servio Borges          | 69 - 30 (0,697) | -                    | Industriales     |
| IX      | 1969-1970 | 12      | Henequeneros          | Miguel Ángel Domínguez | 50 - 16 (0,758) | -                    | Mineros          |
| X       | 1970-1971 | 12      | Azucareros            | Pedro Pérez Delgado    | 49 - 16 (0,754) | -                    | Habana           |
| XI      | 1971-1972 | 12      | Azucareros            | Servio Borges          | 52 - 14 (0,788) | barrages 2 - 1       | Mineros          |
| XII     | 1972-1973 | 14      | Industriales          | Pedro Chávez           | 53 - 25 (0,679) | -                    | Habana           |
| XIII    | 1973-1974 | 14      | Habana                | Jorge Trigoura         | 52 - 26 (0,667) | -                    | Constructores    |
| XIV     | 1974-1975 | 14      | Agricultores          | Orlando Leroux         | 24 - 15 (0,615) | -                    | Vegueros         |
| XV      | 1975-1976 | 14      | Ganaderos             | Carlos Gómez           | 29 - 9 (0,763)  | -                    | Metropolitanos   |
| XVI     | 1976-1977 | 14      | Citricultores         | Juan Bregio            | 26 - 12 (0,684) | -                    | Vegueros         |
| XVII    | 1977-1978 | 18      | Vegueros              | José Miguel Pineda     | 36 - 14 (0,720) | -                    | Industriales     |
| XVIII   | 1978-1979 | 18      | Sancti Spíritus       | Cándido Andrade        | 39 - 12 (0,765) | -                    | Villa Clara      |
| XIX     | 1979-1980 | 18      | Santiago de Cuba      | Manuel Miyar           | 35 - 16 (0,686) | -                    | Villa Clara      |
| XX      | 1980-1981 | 18      | Vegueros              | José Miguel Pineda     | 36 - 15 (0,706) | -                    | Villa Clara      |
| XXI     | 1981-1982 | 18      | Vegueros              | Jorge Fuentes          | 36 - 15 (0,706) | -                    | Citricultores    |
| XXII    | 1982-1983 | 18      | Villa Clara           | Eduardo Luis Martín    | 41 - 8 (0,837)  | -                    | Citricultores    |
| XXIII   | 1983-1984 | 18      | Citricultores         | Tomás Soto             | 52 - 23 (0,693) | -                    | Industriales     |
| XXIV    | 1984-1985 | 18      | Vegueros              | Jorge Fuentes          | 57 - 18 (0,760) | -                    | Camagüey         |
| XXV     | 1985-1986 | 18      | Industriales          | Pedro Chávez           | 37 - 11 (0,771) | 6 - 0 (1,000)        | Vegueros         |
| XXVI    | 1986-1987 | 18      | Vegueros              | Jorge Fuentes          | 34 - 13 (0,723) | 5 - 1 (0,833)        | Santiago de Cuba |
| XXVII   | 1987-1988 | 18      | Vegueros              | Jorge Fuentes          | 39 - 9 (0,813)  | 5 - 1 (0,833)        | Santiago de Cuba |
| XXVIII  | 1988-1989 | 18      | Santiago de Cuba      | Higinio Vélez          | 29 - 19 (0,604) | 5 - 1 (0,833)        | Industriales     |
| XXIX    | 1989-1990 | 18      | Henequeneros          | Gerardo Junco          | 37 - 11 (0,771) | 4 - 2 (0,667)        | Santiago de Cuba |
| XXX     | 1990-1991 | 18      | Henequeneros          | Gerardo Junco          | 33 - 15 (0,688) | 6 - 1 (0,857)        | Camagüey         |
| XXXI    | 1991-1992 | 18      | Industriales          | Jorge Trigoura         | 36 - 12 (0,750) | 7 - 1 (0,875)        | Henequeneros     |
| XXXII   | 1992-1993 | 16      | Villa Clara           | Pedro Jova             | 42 - 23 (0,646) | 8 - 3 (0,727)        | Pinar del Río    |
| XXXIII  | 1993-1994 | 16      | Villa Clara           | Pedro Jova             | 43 - 22 (0,662) | 8 - 5 (0,615)        | Industriales     |
| XXXIV   | 1994-1995 | 16      | Villa Clara           | Pedro Jova             | 44 - 18 (0,710) | 8 - 2 (0,800)        | Pinar del Río    |
| XXXV    | 1995-1996 | 16      | Industriales          | Pedro Medina           | 41 - 22 (0,651) | 8 - 2 (0,800)        | Villa Clara      |
| XXXVI   | 1996-1997 | 16      | Pinar del Río         | Jorge Fuentes          | 50 - 15 (0,769) | 8 - 0 (1,000)        | Villa Clara      |
| XXXVII  | 1997-1998 | 16      | Pinar del Río         | Alfonso Urquiola       | 56 - 34 (0,622) | 11 - 5 (0,688)       | Santiago de Cuba |
| XXXVIII | 1998-1999 | 16      | Santiago de Cuba      | Higinio Vélez          | 46 - 44 (0,511) | 11 - 7 (0,611)       | Industriales     |
| XXXIX   | 1999-2000 | 16      | Santiago de Cuba      | Higinio Vélez          | 62 - 28 (0,689) | 11 - 0 (1,000)       | Pinar del Río    |
| XL      | 2000-2001 | 16      | Santiago de Cuba      | Higinio Vélez          | 55 - 35 (0,611) | 11 - 4 (0,733)       | Pinar del Río    |
| XLI     | 2001-2002 | 16      | Holguín               | Héctor Hernández       | 55 - 35 (0,611) | 11 - 6 (0,647)       | Sancti Spíritus  |
| XLII    | 2002-2003 | 16      | Industriales          | Rey Vicente Anglada    | 66 - 23 (0,742) | 11 - 2 (0,846)       | Villa Clara      |
| XLIII   | 2003-2004 | 16      | Industriales          | Rey Vicente Anglada    | 52 - 38 (0,578) | 11 - 4 (0,733)       | Villa Clara      |
| XLIV    | 2004-2005 | 16      | Santiago de Cuba      | Antonio Pacheco        | 55 - 35 (0,611) | 11 - 2 (0,846)       | La Havane        |
| XLV     | 2005-2006 | 16      | Industriales          | Rey Vicente Anglada    | 56 - 34 (0,622) | 11 - 7 (0,611)       | Santiago de Cuba |
| XLVI    | 2006-2007 | 16      | Santiago de Cuba      | Antonio Pacheco        | 57 - 32 (0,640) | 11 - 6 (0,647)       | Industriales     |
| XLVII   | 2007-2008 | 16      | Santiago de Cuba      | Antonio Pacheco        | 61 - 29 (0,678) | 11 - 0 (1,000)       | Pinar del Río    |
| XLVIII  | 2008-2009 | 16      | La Havane             | Esteban Lombillo       | 57 - 33 (0,633) | 12 - 4 (0,750)       | Villa Clara      |
| XLIX    | 2009-2010 | 16      | Industriales          | Germán Mesa            | 47 - 43 (0,522) | 12 - 6 (0,667)       | Villa Clara      |
| L       | 2010-2011 | 16      | Pinar del Río         | Alfonso Urquiola       | 50 - 39 (0,562) | 12 - 6 (0,667)       | Ciego de Ávila   |
| LI      | 2011-2012 | 17      | Ciego de Ávila        |                        |                 |                      |                  |
| LII     | 2012-2013 | 16      | Villa Clara           |                        |                 |                      |                  |
| LIII    | 2013-2014 | 16      | Pinar del Río         |                        |                 |                      |                  |
| LIV     | 2014-2015 | 16      | Ciego de Ávila        |                        |                 |                      |                  |
| LV      | 2015-2016 | 16      | Ciego de Ávila        |                        |                 |                      |                  |
| LVI     | 2016-2017 | 16      | Granma                |                        |                 |                      |                  |
| LVII    | 2017-2018 | 16      | Granma                |                        |                 |                      |                  |
| LVIII   | 2018-2019 | 16      | Las Tunas             |                        |                 |                      |                  |
| LIX     | 2019-2020 | 16      | Matanzas              |                        |                 |                      | Camagüey         |
| LX      | 2020-2021 | 16      | Granma                |                        |                 |                      | Matanzas         |
| LXI     | 2021-2022 | 16      | Granma - Matanzas 4–3 |                        |                 |                      |                  |